# Edgar Snow

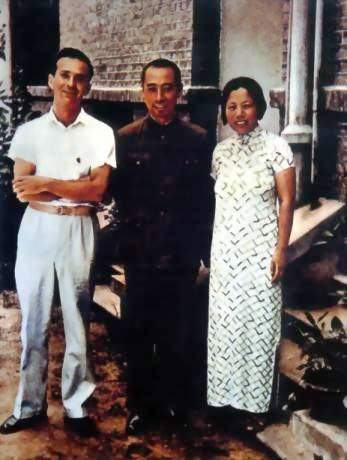
Edgar Snow (esquerda) com Zhou Enlai e sua esposa Deng Yingchao, por volta de 1938.

Edgar Parks Snow (17 de julho de 1905 – 15 de fevereiro de 1972) foi um jornalista dos Estados Unidos conhecido por seus livros e artigos sobre o comunismo na República Popular da China e a revolução comunista chinesa. Ele foi o primeiro jornalista ocidental a fazer a cobertura completa da história do Partido Comunista Chinês, seguindo a longa marcha e feito entrevistas com vários dos seus líderes, incluindo Mao Zedong. Ficou conhecido por seu livro Red Star Over China (1937), que trata do movimento comunista chinês desde as suas fundações até ao final da década de 1930.

## Trabalhos
- Far Eastern Front. H. Smith & R. Haas, Nova York, 1933.
- Living China: Modern Chinese Short Stories. [S.l.: s.n.] 1937 Harrap, Londres, 1936.
- Red Star Over China (várias edições, Londres, Nova York, 1937–1944). Leitura reimpressa Books, 2006, ISBN 978-1-4067-9821-0; Hesperides Press, 2008, ISBN 978-1-4437-3673-2.
- Scorched Earth. Gollancz, Londres, 1941. Publicado nos EUA como The Battle for Asia. [S.l.]: New York, Random House. 1941 Random House, 1941.
- People On Our Side. [S.l.: s.n.] 1948 Random House, 1944.
- The Pattern of Soviet Power. [S.l.: s.n.] Random House, 1945.
- 'Stalin Must Have Peace. [S.l.: s.n.] Random House, 1947.
- Journey to the Beginning. Random House, 1958.
- China, Russia, and the U.S.A.: Changing Relations in a Changing World. [S.l.: s.n.] Marzani & Munsell, New York, 1962.
- Red China Today: The Other Side of the River. [S.l.]: New York, Vintage Books. 1971. ISBN 9780394716817 Gollancz, Londres, 1963. Nova edição, Penguin Books, 1970. ISBN 0-14-021159-4.
- Random Notes on Red China 1936-1945. East Asian Research Center, Harvard University, Cambridge, Massachusetts, 1968.
- The Long Revolution. Random House, 1972
- Farnsworth, Robert H., ed. (1991). Edgar Snow's Journey South of the Clouds. [S.l.: s.n.] ISBN 9780826207777 University of Missouri Press, Columbia, Missouri, 1991